# Hlavay György
Hlavay György, (Budapest, 1888. január 4. – Budapest, 1958. július 17.) labdarúgó, fedezet, edző.

## Pályafutása

### A válogatottban
1909 és 1914 között nyolc alkalommal szerepelt a válogatottban.

### Edzőként
1927-ben a Bástya edzője lett.

## Sikerei, díjai

### Játékosként
- Magyar bajnokság
  - bajnok: 1913–14, 1919–20
  - 3.: 1909–10

### Edzőként
- Magyar bajnokság
  - bajnok: 1939–40
  - 2.: 1938–39
- Közép-európai kupa (KK)
  - döntős: 1938, 1939
- az MTK örökös bajnoka

## Statisztika

### Mérkőzései a válogatottban
| Magyarország | Magyarország       | Magyarország                    | Magyarország | Magyarország | Magyarország | Magyarország  | Magyarország | Magyarország |
| #            | Dátum              | Helyszín                        | Hazai        | Eredmény     | Vendég       | Kiírás        | Gólok        | Esemény      |
| ------------ | ------------------ | ------------------------------- | ------------ | ------------ | ------------ | ------------- | ------------ | ------------ |
| 1.           | 1909. november 7.  | Budapest, Millenáris-pálya      | Magyarország | 2 – 2        | Ausztria     | barátságos    | -            |              |
| 2.           | 1911. december 17. | München, MTV '79-Platz          | Németország  | 1 – 4        | Magyarország | barátságos    | -            |              |
| 3.           | 1912. november 3.  | Budapest, Üllői úti pálya       | Magyarország | 4 – 0        | Ausztria     | Wagner-serleg | -            |              |
| 4.           | 1913. október 26.  | Budapest, Hungária körúti pálya | Magyarország | 4 – 3        | Ausztria     | Wagner-serleg | 1            | 40'          |
| 5.           | 1914. május 3.     | Bécs, WAC-Platz                 | Ausztria     | 2 – 0        | Magyarország | Wagner-serleg | -            |              |
| 6.           | 1914. június 21.   | Stockholm, Råsunda              | Svédország   | 1 – 1        | Magyarország | barátságos    | -            |              |
| 7.           | 1914. október 4.   | Budapest, Üllői úti pálya       | Magyarország | 2 – 2        | Ausztria     | barátságos    | -            |              |
| 8.           | 1914. november 8.  | Bécs, WAC-Platz                 | Ausztria     | 1 – 2        | Magyarország | barátságos    | -            |              |
|              | Összesen           |                                 |              | 8            | mérkőzés     |               | 1            | gól          |